# Simone Facey
Simone Facey, född den 7 maj 1985 i Manchester, Jamaica, är en jamaicansk friidrottare som tävlar i kortdistanslöpning.
Facey deltog vid VM för ungdomar 2001 där hon blev fyra på 100 meter. Året efter deltog hon vid VM för juniorer då hon både blev silvermedaljör på 100 meter och guldmedaljör i stafett, 4 x 100 meter. 
Vid VM i Osaka 2007 deltog hon i Jamaicas stafettlag på 4 x 100 meter som slutade på andra plats efter USA.
Vid VM 2009 tog hon sig till finalen på 200 meter där hon slutade på sjätte plats. Hon ingick i Jamaicas stafettlag på 4 x 100 meter som vann guld. 

## Personliga rekord
- 100 meter - 10,95 från 2008
- 200 meter - 22,25 från 2008